# Lac Kir
Pour les articles homonymes, voir KIR.
Le lac Kir est un lac artificiel situé en France, à l'entrée ouest de Dijon, dans le département de la Côte-d'Or. Traversé d'ouest en est par les eaux de l'Ouche, il constitue le seul plan d'eau de l'agglomération. Inauguré en 1964, il porte depuis 1965 le nom de son créateur Félix Kir. Il constitue aujourd'hui un espace de loisirs de l'agglomération dijonnaise. Il propose de nombreuses activités liées au plan d'eau ou à ses abords boisés, qui sont sillonnés de chemins de randonnées et de pistes cyclables. Il est en outre régulièrement le lieu d'organisation d’événements, comme l'opération Dijon Plage.

## Histoire

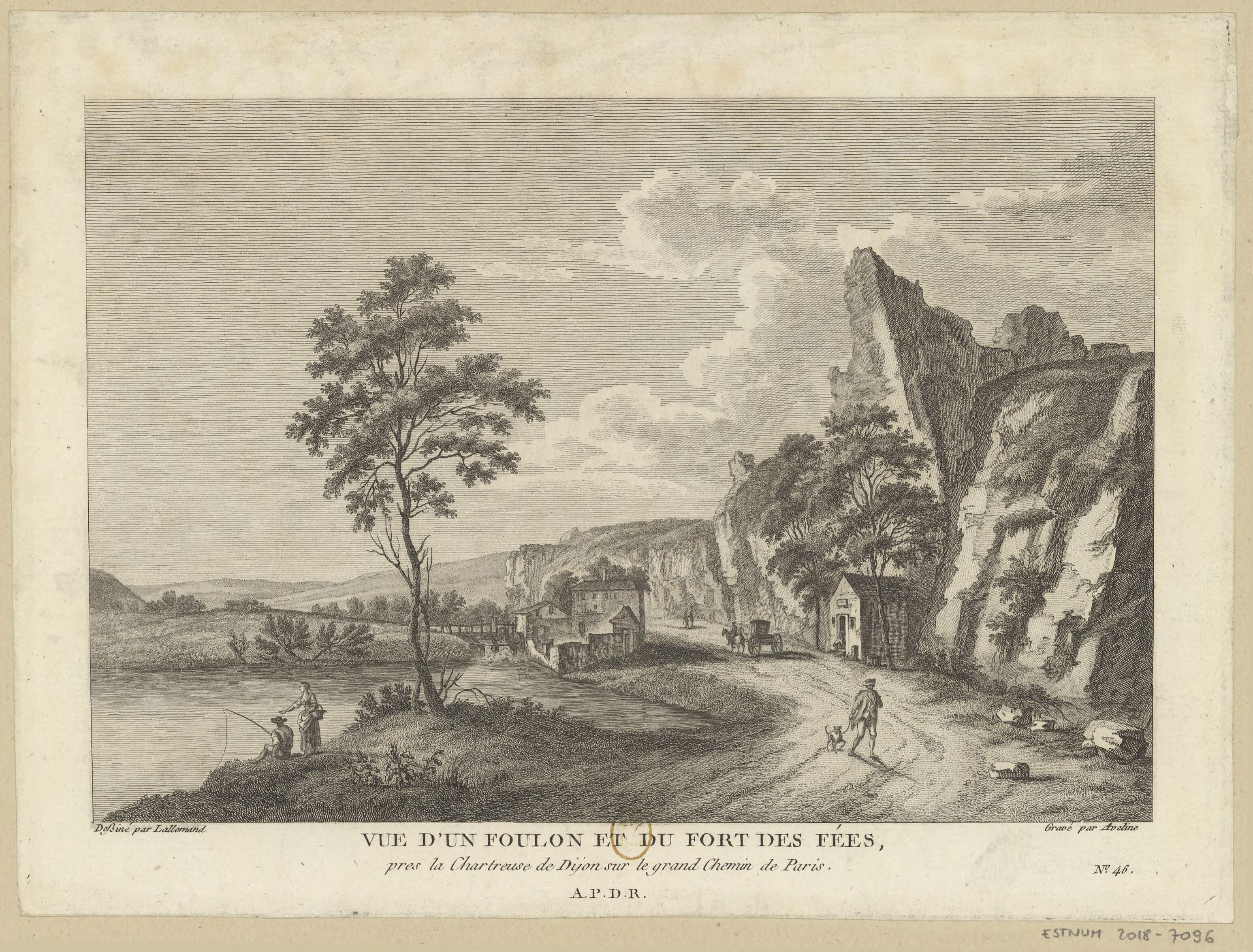
Le site et le foulon vers 1780.

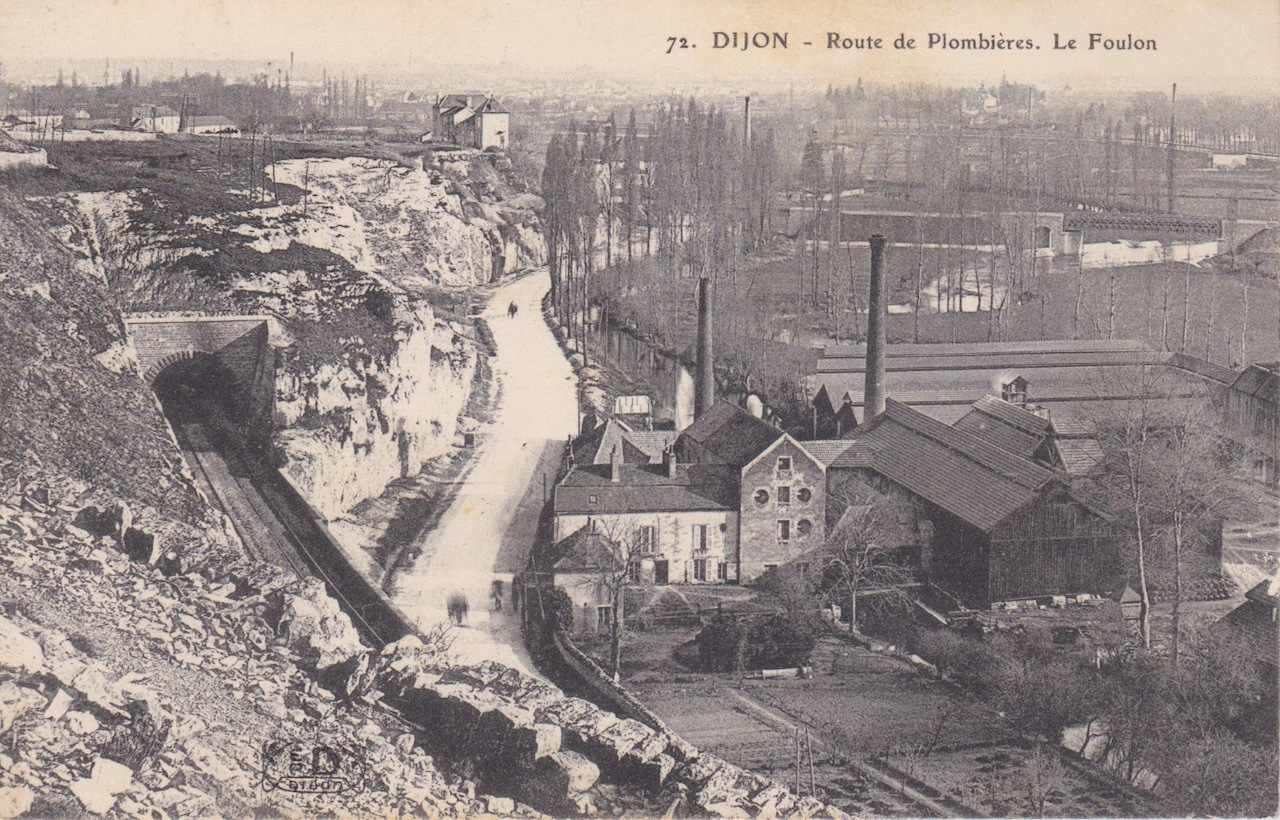
Route de Plombières et usine du Foulon Dijon vers 1900.

Le chanoine Félix Kir, maire de Dijon de 1945 à 1968 et amateur de loisirs nautiques depuis sa jeunesse, pressent un futur attrait populaire pour les activités nautiques et par là même, la nécessité d'un plan d'eau de grande envergure pour la commune, qui en est dépourvue. Dès le début de son mandat, il initie donc un projet de création de lac artificiel. Toujours d'après le chanoine, ce futur lac doit nécessairement se situer sur l'Ouche, aux portes de Dijon : en effet, outre l'intérêt de l'exploitation du plan d'eau en lui-même, Félix Kir y voit un moyen de réguler le cours de l'Ouche, évitant ainsi les crues dont elle est coutumière,. 
La municipalité de Dijon acquiert donc les terrains concernés à partir de 1952. Les bords de l'Ouche étaient jusqu'alors alors occupés par l'usine du Foulon produisant des produits chimiques et des engrais, créée en 1890 par Joseph Pastrie, exploitait une mine de pyrite de fer à Villapourçon, dans le Morvan. Les débats municipaux autour du projet sont nombreux, et malgré l'implication du chanoine, il faut attendre une dizaine d'années pour que les choses évoluent. Le projet du chanoine de financer les travaux par la vente du sable extrait s'avère vite illusoire, et le salut arrivera à la suite d'une visite de Pierre Sudreau, ministre de la Construction à Dijon, le 23 août 1960. Il est proposé d'adosser la création du lac à un vaste projet urbanistique, dévoilé en 1962 dans Les Dépêches sous le nom "ZUP du futur lac de Dijon", composée de trois quartiers et 11 000 logements, construits autour du lac (sur le plateau de la Cras - projet qui ne verra jamais le jour -, la Fontaine d'Ouche et le futur quartier du Belvédère à Talant). Le projet est revu à la baisse, mais règle la question du financement, et les travaux peuvent débuter en avril 1963. 
Pendant un an, 1,2 million de tonnes de déblai sont extraits là où l'Ouche dessinait des lacets. Le lac est finalement inauguré le 20 juin 1964 par le chanoine Kir sur un bateau. Le conseil municipal de Dijon baptise le plan d'eau l'année suivante, en 1965, « lac du chanoine Kir », en hommage à son créateur et maire.
Quelques années après la mort du chanoine Kir, survenue en 1968 alors qu'il était toujours maire de Dijon, le conseil municipal fait ériger sur la rive droite du lac, un monument à la mémoire de Félix Kir. Il est inauguré le 24 janvier 1976 par Robert Poujade, le maire de l'époque.
En 2016, pour la première fois depuis la création du lac, sans doute en raison d'une eutrophisation de l'eau relativement stagnante et à l'occasion d'une période de chaleur puis de canicule, malgré deux opérations de faucardage dans l'année, le lac est envahi (jusqu'à 75 % de la superficie) par une pullulation de plantes aquatiques et d'algues filamenteuses vertes, mais les analyses commandées quotidiennement par la municipalité n'ont pas révélé de risque microbien susceptible pour la baignade

## Géographie
Se trouvant aux portes ouest de Dijon, le lac Kir se situe immédiatement au sud de la ville de Talant, dont les hauteurs le surplombent. La ville de Plombières-lès-Dijon se situe à moins de deux kilomètres à l'ouest du lac, tandis que la rive sud se trouve à proximité du Parc de la Combe à la Serpent, parc municipal boisé de Dijon, d'une superficie de 327 hectares.
Alimenté par l'Ouche, rivière non navigable de Côte-d'Or qui est également son seul émissaire, le lac Kir dispose d'une superficie relativement modeste de 37 hectares, soit 0,37 km2. Il est en revanche très étiré le long de son cours (d'ouest en est) avec une longueur de 1,5 km, pour une largeur de 300 mètres environ. Le lac Kir affiche une circonférence d'environ 3,6 km.
La profondeur du lac Kir est en moyenne de 3,50 mètres. Cette faible profondeur se révèle insuffisante pour éviter la pollution et lutter naturellement contre l'envahissement de la végétation aquatique, problématique qui doit donc être continuellement traitée par les services d'entretien des espaces verts de la communauté d'agglomération de Dijon.

## Activités
Dès son inauguration, le lac Kir s'impose rapidement comme un espace de détente incontournable pour les Dijonnais comme les habitants des communes environnantes, notamment en été. Il est également un lieu de passage fréquent pour les touristes. En conséquence, de nombreuses activités se développent sur ses rives.

### Activités permanentes

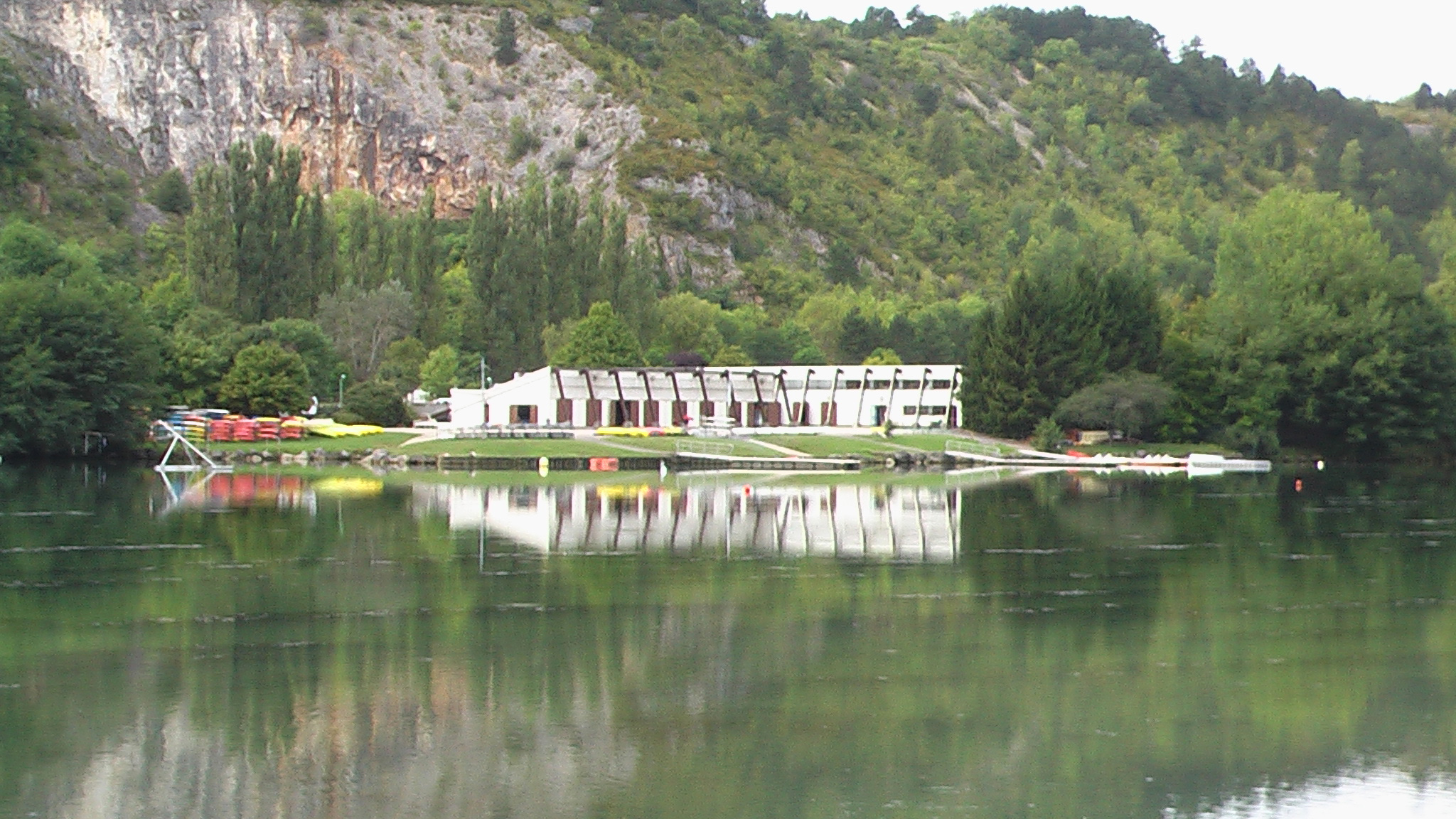
La base nautique municipale du Lac Kir

La baignade est autorisée sur l'ensemble des 3 000 m2 de plages ; elle est surveillée lors des éditions de Dijon Plage. La rive droite du lac accueille la base nautique municipale de Dijon. Elle propose de nombreuses activités sportives, de découverte comme de compétition. Parmi ces activités, on peut citer la pratique du canoë-kayak, de l'aviron ou la voile sur le lac. Cette base dispose également de courts de tennis. La rive gauche accueille quant à elle un parcours de minigolf, ainsi que des terrains de volley-ball.

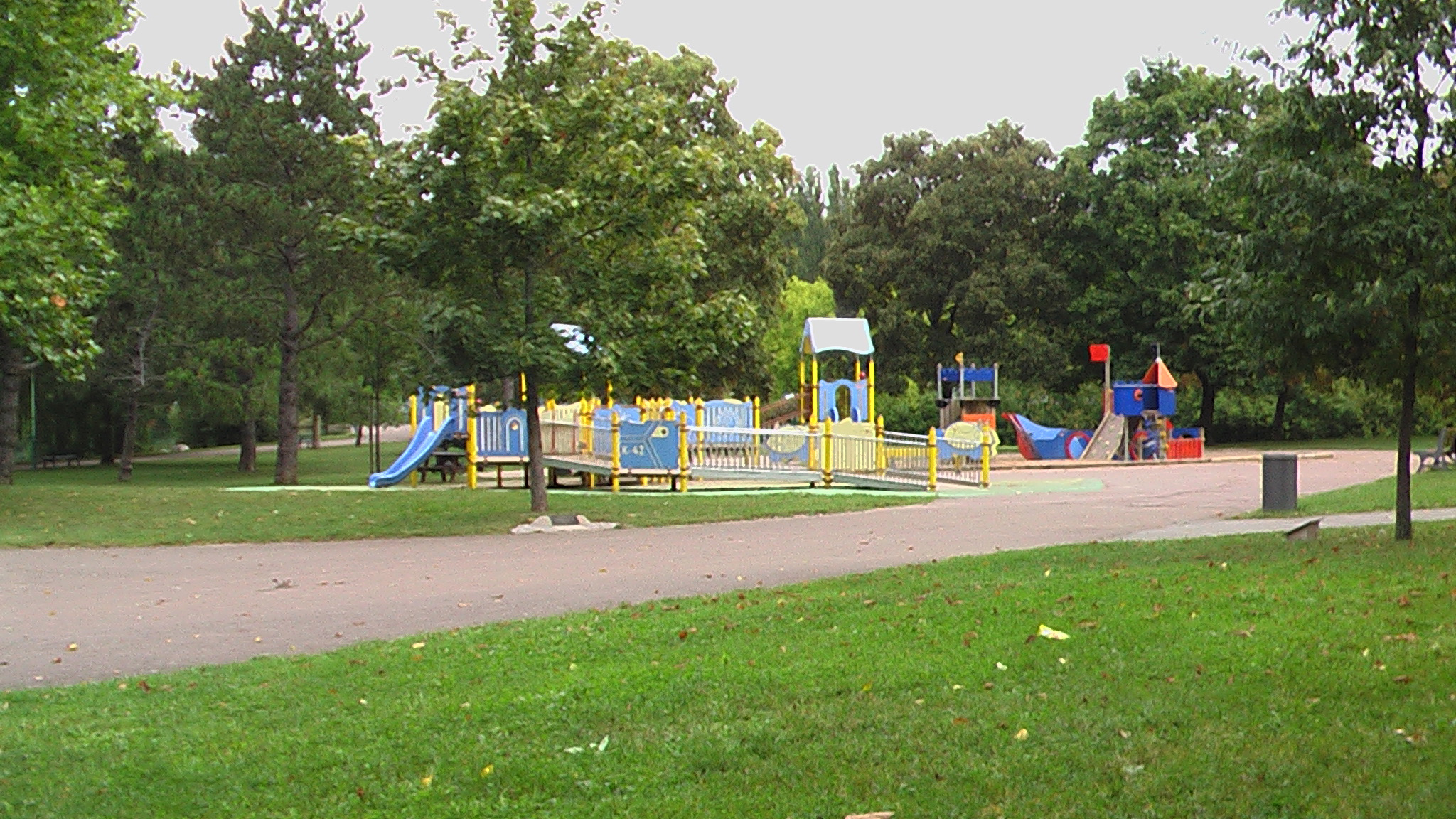
Jeux d'enfants autour du lac

Entourés de trente hectares d'espaces verts entretenus par la municipalité, les abords du lac sont sillonnés de chemins de promenades. Ces chemins où se croisent promeneurs, joggeurs et cyclistes, sont largement agrémentés de bancs publics et de snack-bars, ainsi que de quelques jeux pour enfants. Un parcours de santé borde également le lac.
Les activités de pêche sont également autorisées toute l'année sur la quasi-totalité des rives, à l'exception du barrage, des zones d'activités nautiques et des zones de baignade.

### Dijon Plage

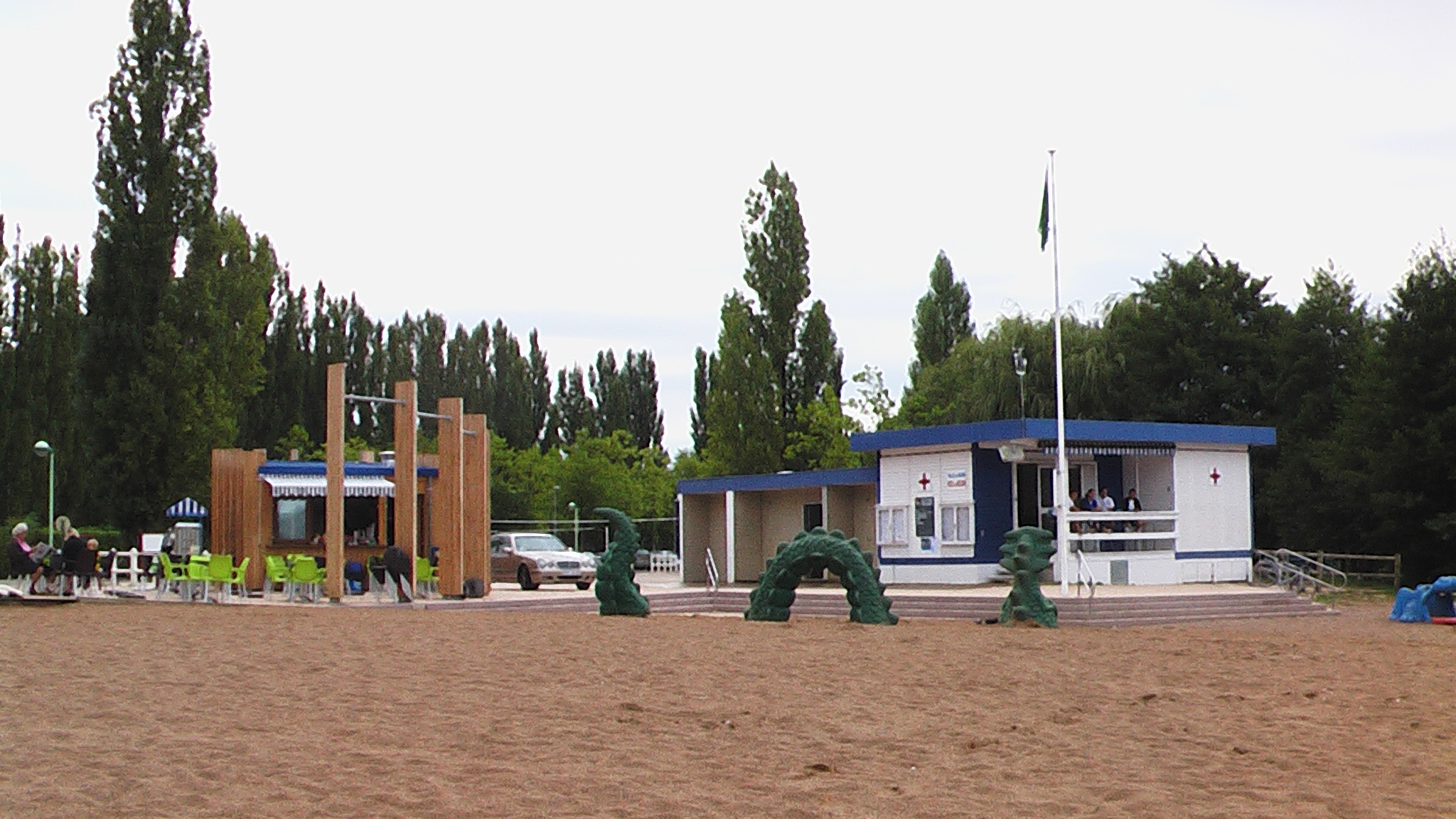
Poste de surveillance de baignade du lac Kir, à l'occasion de l'opération Dijon Plage

Depuis 2005, la ville de Dijon organise chaque année l'opération Dijon Plage sur les berges du lac Kir.
D'une durée de trois mois, du début de mois de juin au début du mois de septembre, cette opération met en avant le lac Kir, en y développant pour l'occasion quantité d'activités et d'équipements temporaires. L'accès et l'utilisation de ces activités et équipements sont intégralement gratuits. Durant toute la durée de l'opération, les plages de baignade sont surveillées en journée, et des transats sont mis à disposition du public. La plage est également dotée de cabines de plage, de douches de rinçage et de sanitaires. Dijon Plage est également le théâtre de nombreux tournois sportifs accessibles au public, comme le beach-volley, le beach-soccer le sandball, le triathlon, etc. chaque édition apportant ses propres nouveautés.
Dijon Plage est également le lieu de l'évènement D'jazz à la plage depuis sa deuxième édition en 2006. Cet évènement se déroule chaque vendredi du mois d'août, sous la forme d'un concert jazz sur la plage, également gratuit.
Chaque 14 juillet, au beau milieu de l'opération Dijon Plage, le lac sert de décor aux festivités annuelles de la Fête nationale. Son emplacement privilégié, au pied des falaises de Talant, en fait le lieu idéal pour assister au tir du traditionnel feu d'artifice.

### Camping
À proximité du lac Kir se situe le camping municipal du lac Kir. Camping trois étoiles de trois hectares et de 111 emplacements, il est ouvert d'avril à octobre.
Il est également proche du canal de Bourgogne et de son port de plaisance, ainsi que du centre-ville de Dijon.

## Faune et flore locale

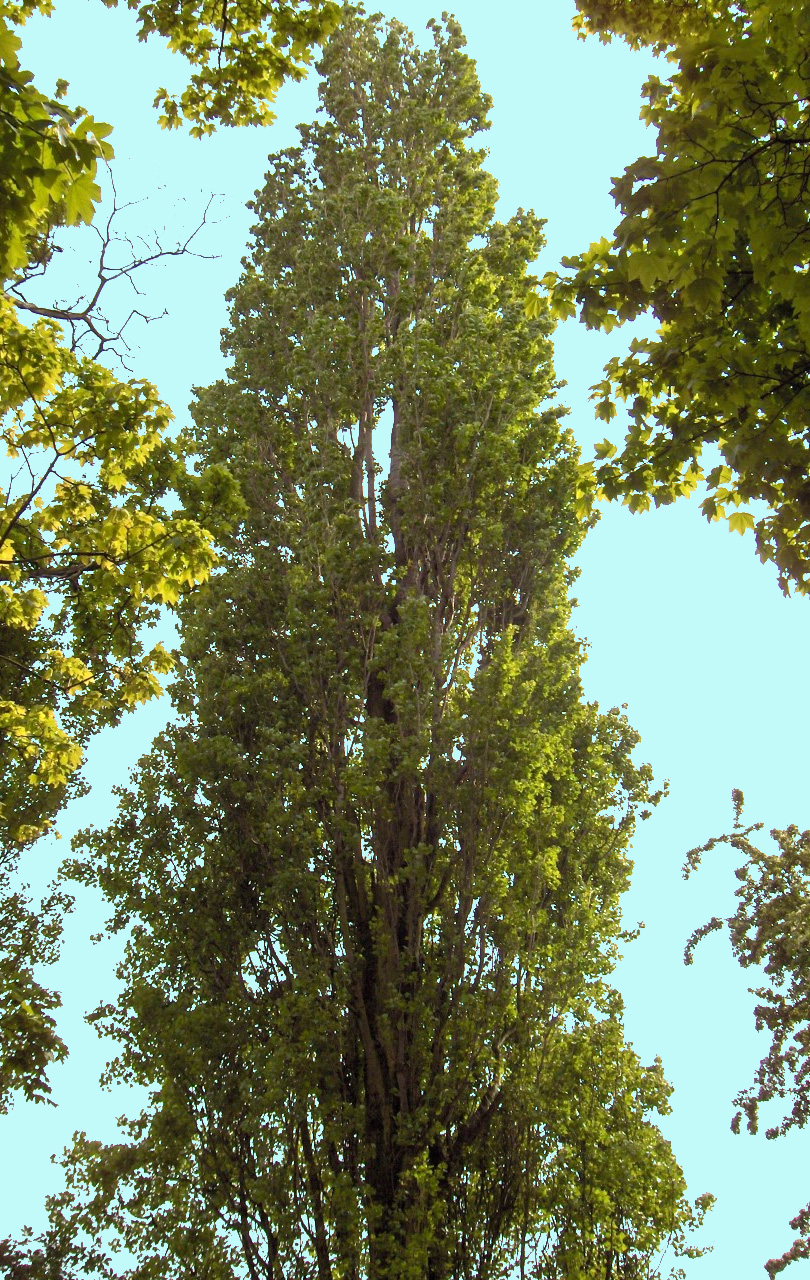
Peuplier d'Italie

Bordé d'une trentaine d'hectares d'espaces verts, le lac Kir témoigne d'une grande diversité en matière d'essences forestières. On y retrouve notamment de nombreuses variétés de peupliers (Peuplier noir d'Italie, Peuplier baumier de l'Ouest, Peuplier de Simon, Peuplier blanc), et de saules (Saule marsault, Saule à feuilles de romarin, Saule blanc, Saule pleureur). Il est également possible d'y rencontrer plusieurs représentants d'arbres américains tels que le Tulipier de Virginie ou le Catalpa. La seule espèce présente autour du lac originaire d'Asie est le Pterocarya. Des espèces européennes sont également présentes, tels que des bouleaux, et divers représentants des aulnes glutineux.
Le lac Kir ne dispose pas de faune résidente, en dehors de nombreux canards colvert, cygnes polonais, troupeau d'oies semi-sauvages, et il a accueilli ces derniers temps de nombreuses espèces que l'on peut apercevoir comme les mouettes rieuses, les foulques macroules, les poules d'eau, les grèbes huppées et des tas d'autres espèces... 
Il y a aussi de très nombreux passereaux. 
Les eaux du lac comptent une faune halieutique très importante et très variée : on y trouve des gardons, rotengles, ablettes, brèmes communes et bordelières, tanches, carpes, brochets, sandres, perches, achigans, ou encore des silures glanes. La présence de perches-soleil ainsi que de poissons-chats y est également probable. Tous les ans, un lâcher de truites est effectué à l'occasion de l'ouverture de la saison de pêche.

## Accès
- Par la route, le lac Kir est bordé au nord par la départementale D905, qui prolonge à l'est la fin de l'autoroute A38.
- Via le réseau de transport urbain de Dijon Métropole, Divia, avec la ligne B12.
- En cycle, via la Voie Verte du canal de Bourgogne, piste cyclable de 25 km, bordant le lac Kir par le sud[13].

Afin d'assurer l'accessibilité du lac, la municipalité met à disponibilité des usagers plusieurs parkings à proximité du lac, offrant de nombreuses places de stationnement. Ces emplacements sont gratuits tout au long de l'année.

## Quelques photos

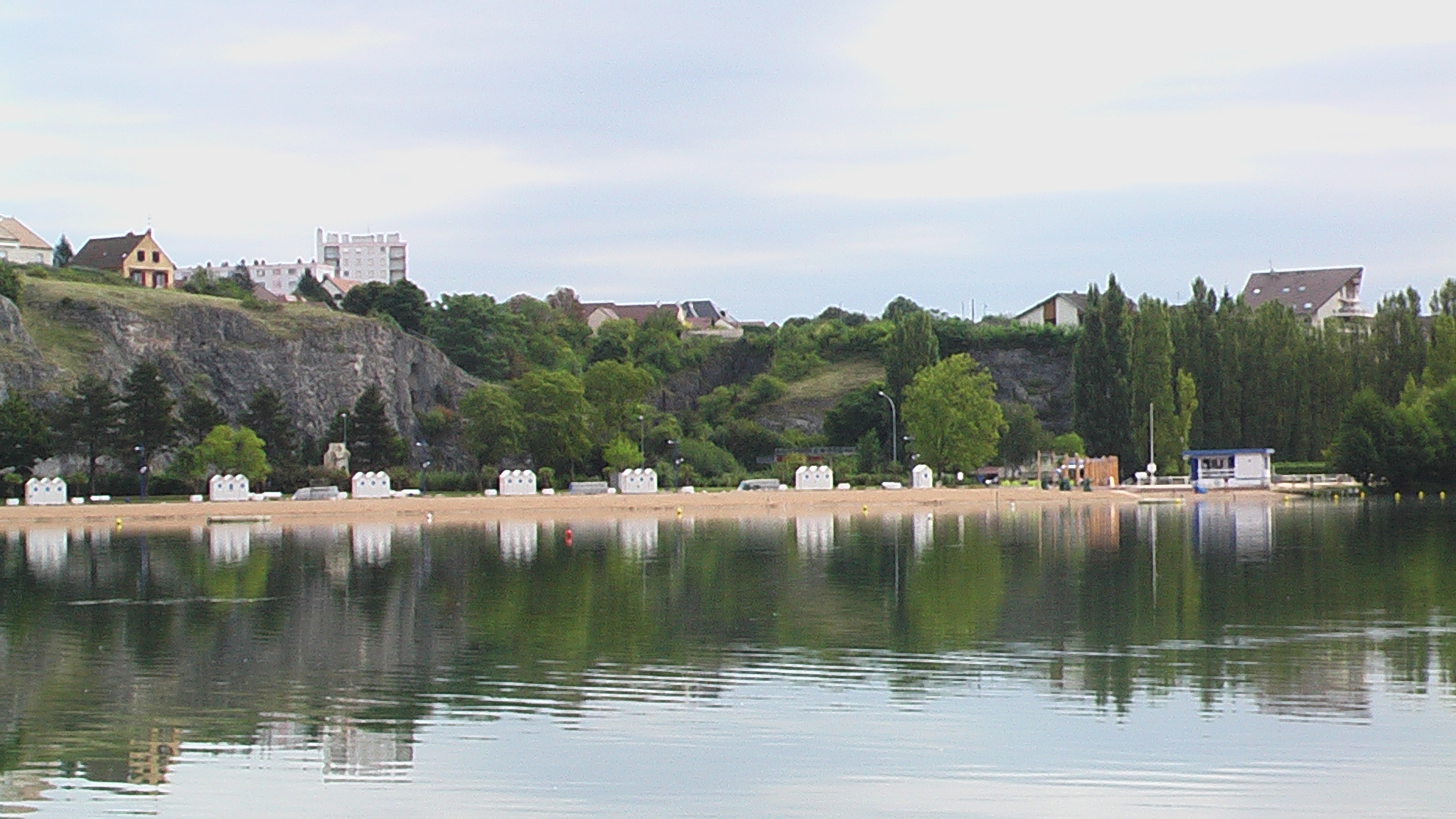
Plage de baignade du lac Kir, vue depuis la rive droite.
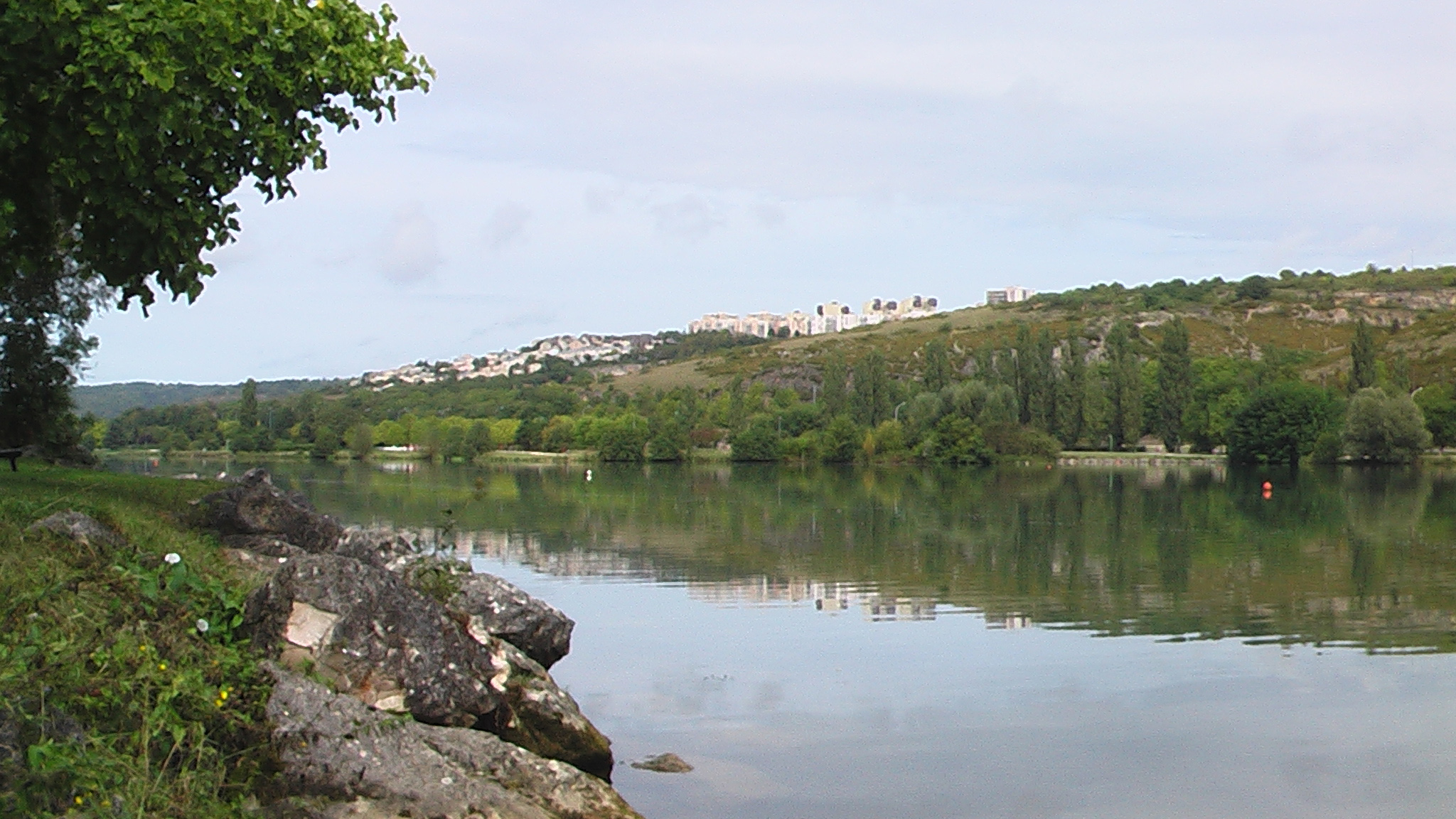
Vue sur le lac Kir avec en arrière-plan, les hauteurs de Talant.
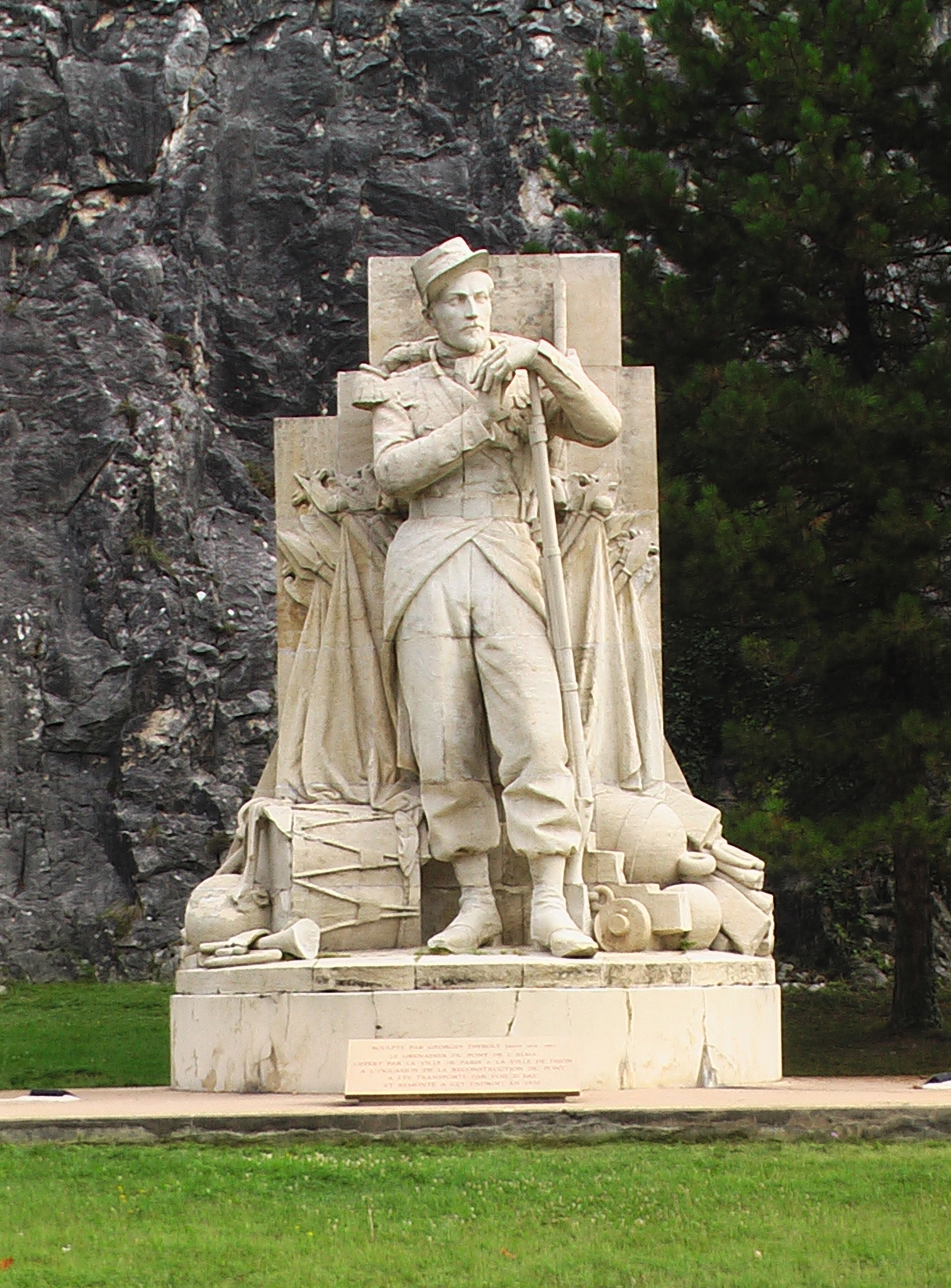
Le Grenadier, du sculpteur dijonnais Georges Diebolt. Provenant du pont de l'Alma à Paris, aujourd'hui situé aux abords nord du lac.
Vue panoramique du lac Kir depuis Talant